# هونگ جونگ او
هونگ جونگ او (홍종우، 洪鍾宇، ۱۸۵۰ – ۱۹۱۳) یک قاتل، اصلاح طلب، فعال سیاسی و دولتمرد کره‌ای در زمان امپراتوری کره بود. وی کیم اوک گیون را در سال ۱۸۹۴ در شانگهای ترور کرد.

## زندگی‌نامه
هونگ جونگ او در حدود سال ۱۸۵۰ در آنسان به دنیا آمد. پدرش در سال ۱۸۸۶ درگذشت. پس از آن هونگ تصمیم گرفت در فرانسه به تحصیل بپردازد. در پاریس این دانشجوی ۴۰ ساله در موزه گیمه مشغول به کار شد و در آن جا او کتاب‌های چون هیانگ جئون (춘향전؛ داستان چون هیانگ)، شیم چانگ جان (심청전) و جیک سانگ هِنگ نیونگ پیون لام (직 성행 녕 편람؛ یک کتاب پیشگویی کره ای) را به فرانسوی ترجمه کرد.
در سال ۱۸۹۳، هونگ به ژاپن سفر کرد و در آن جا تصمیم به ترور کیم اوک گیون و پارک یونگ هیو، دو کره‌ای اصلاح طلب گرفت. در سال ۱۸۹۴، او کیم اوک گیون را در کشتی ای که به سمت شانگهای می‌رفت با اسلحه به قتل رساند. وی سپس به کره بازگشت و در آنجا به مقامی عالی دست یافت. با افزایش روزافزون نفوذ ژاپن در امور کره، هونگ جونگ او که مخالف دخالت‌های ژاپن در امور کره بود از سمت خود استعفا داد. وی سرانجام در سال ۱۹۱۳ درگذشت.